# ميكيل براديرا
ميكيل براديرا (بالإنجليزية: Mikel Pradera)‏ ولد بتاريخ 6 مارس 1975 في مالابيا، إسبانيا، هو دراج إسباني في صنف سباق الدراجات على الطريق ضمن فريق نادي بنفيكا.

## روابط خارجية
- ميكيل براديرا على موقع الاتحاد الدولي للدراجات (الإنجليزية)
- ميكيل براديرا على موقع أرشيف الدراجات (الإنجليزية)
- ميكيل براديرا على موقع إحصائيات الدراجات الإحترافية (الإنجليزية)
- ميكيل براديرا على موقع نسبة الدراجات (الإنجليزية)